# 17 вересня
17 вересня  — 260-й день року (261-й у високосні роки) в григоріанському календарі. До кінця року залишається 105 днів.

## Свята і пам'ятні дні

### Міжнародні
- Всесвітній день безпеки пацієнтів.

### Національні
- Україна: День усиновлення.
- Україна: День працівників лісу — відзначається в Україні щорічно згідно з Указом Президента № 356/93 від 28 серпня 1993 р.[1]
- Україна: День рятівника — відзначається в Україні щорічно згідно з Указом Президента № 830/2008 12 вересня 2008 р.[2]
- Україна: Всенародний День Батька — в Україні ініціаторами цього свята виступили МГО «Міжнародний Центр Батьківства» та Всеукраїнський громадський комітет з підтримки сім'ї та відповідального батьківства за підтримки Міністерства України у справах сім'ї, молоді та спорту 18 вересня 2009 року.
- Україна: День безпеки пацієнтів — Указ Президента України № 648/2019[3].
- Австралія: День громадянства.
- Ангола: День героїв.
- Білорусь: День національної єдності.
- Гондурас: День вчителя.
- США: День Конституції[d].

### Релігійні

#### Західне християнство
- Пам'ять святих Альберта Єрусалимського[en], Аріадни Фрігійської[en], Гільдеґарди Бінгенської, Зигмунта Фелінського, Ламберта Маастрихтського, Роберто Беларміно, Сатира Міланського[en], Сесілії Еузепі[en], Сократа та Стефана[en] та Станіслава Папчинського.

#### Східне християнство[4]
- Пам'ять мучениць Віри, Надії, Любови та їхньої матері Софії;
- Пам'ять мучениць Теодотії Каппадокійської й Агатоклії[en];
- Пам'ять 156 мучеників: Пелія[en] та Ніла[en] Єгипетських, пресвітера Зинона, Патермуфія[en], Іллі[en] та інших;
- Царгородської ікони Божої Матері;
- Святителя Іоакима (Пані), патріарха Олександрійського[5].

## Іменини
✝  Католицькі: Альберт, Аріадна, Гільдеґарда, Зигмунт, Ламберт, Роберто, Сатир, Сесілія, Сократ, Станіслав, Стефан.
✙ Православні: Агатоклія, Віра, Зинон, Ілля, Любов, Надія, Ніл, Патермуфій, Пелій, Софія, Теодотія.

## Події
- 1598 — голландські моряки відкрили Маврикій.
- 1631 — війська Католицької ліги розбили протестантів біля Лейпцига.
- 1678 — за Нівегенським договором Франція та Іспанія повернули одна одній раніше завойовані території.
- 1787 — Конституційний конвент у Філадельфії ухвалив нову Конституцію США. З союзу окремих незалежних штатів США перетворилися на федеративну державу. Главою держави і головнокомандувачем збройних сил став президент, термін правління якого становив чотири роки. Законодавча влада належить Конгресу, який складається з Сенату і Палати представників. Судова влада лежить у компетенції Верховного суду.
- 1809 — укладено Фрідріхсгамський мир між Росією та Швецією, за умовами якого Фінляндія відійшла до складу Росії на правах автономії.
- 1834 — професора Михайла Максимовича затверджено на посаді ректора Київського університету св. Володимира.
- 1919 — оприлюднено відозву головного отамана військ УНР Симона Петлюри до населення соборної України з викладом основних положень програми уряду УНР.
- 1920 — Дієва Армія УНР звільнила Борщів, Гусятин, Теребовлю та Чортків
- 1924 — у Женеві відкрито першу у світі приватну міжнародну школу, в якій на той час навчалося 8 учнів[6].
- 1939 — СРСР вступив у Другу світову війну на боці Німеччини, радянська Червона армія вторглася на територію Польщі, анексовано Східну Галичину, Волинь, Західне Поділля та Західну Білорусь.
- 1944  — союзники розпочали Голландську повітряно-десантну операцію, наймасштабнішу повітряно-десантну операцію у світовій історії.
- 1989 — у Чернівцях розпочався І Республіканський фестиваль української пісні «Червона рута».
- 1991 — Створено Кабінет Міністрів України. До 23 жовтня посаду займав Віталій Масол, як голова Ради міністрів УРСР. Першим Прем'єр — міністром України став Вітольд Фокін (від 23 жовтня).
- 1993 — останні підрозділи російських (кол. радянських) військ залишили територію Республіки Польща.
- 2003 — на острові Бирючий відбулася зустріч президентів України та Росії Леоніда Кучми та Володимира Путіна, на якій вони, зокрема, обговорили питання морського кордону в акваторії Азовського моря та Керченської протоки.
- 2024 — масові вибухи комунікаційних пристроїв «Хезболли» в Сирії та Лівані.

## Народились
Дивись також Категорія:Народились 17 вересня
- 1552 — Павло V (в миру Камілло Боргезе), 233-й папа римський (1605—1621).
- 1795 — Саверіо Меркаданте, італійський композитор епохи класицизму та раннього романтизму.
- 1826 — Бернгард Ріман, німецький математик, механік і фізик.
- 1853 — Михайло Павлик, український письменник, публіцист, критик
- 1854 — Б'юїк Девід Данбар, американський винахідник і підприємець шотландського походження, засновник автомобілебудівної компанії Buick.
- 1857 — Костянтин Ціолковський, російський науковець польського походження, піонер космонавтики.
- 1864 — Михайло Коцюбинський, письменник, громадський діяч, класик української літератури «Fata Morgana», «Тіні забутих предків».
- 1871 — Едгар Максенс, французький художник-символіст.
- 1883 — Вільям Карлос Вільямс, американський поет, прозаїк, драматург. Один з найвизначніших поетів США XX сторіччя.
- 1923 — Генк Вільямс, американський співак, музикант і автор пісень у стилі кантрі, якого вважають одним із найвпливовіших виконавців кантрі-музики.
- 1935 — Кен Кізі, американський письменник, один з родоначальників руху хіппі, автор роману «Політ над гніздом зозулі».
- 1939 — Володимир Меньшов, радянський, російський актор, кінорежисер, сценарист, продюсер.
- 1952 — Віктор Савченко, український радянський боксер, дворазовий призер Олімпійських ігор
- 1976 — Євгеній Шестаков, український боксер
- 1979 — Владислав Бувалкін, співробітник Служби безпеки України, учасник російсько-української війни Герой України.

## Померли
Дивись також Категорія:Померли 17 вересня
- 1422 — Костянтин II Асен, цар Болгарії, останній болгарський правитель Другого Болгарського царства й останній правитель з династії Шишмановичів.
- 1665 — Філіпп IV Великий, король Іспанії (1621—1665) та Португалії (1621—1640), представник династії Габсбургів, син Філіпа III.
- 1823 — Авраам Луї Бреге, французький механік-годинникар швейцарського походження, відомий своїми удосконаленнями в годинниковому механізмі.
- 1836 — Антуан Лоран де Жуссьє, французький ботанік; творець першої природної системи класифікації рослин.
- 1863 — Альфред де Віньї, французький поет і письменник романтичного напряму.
- 1877 — Вільям Генрі Фокс Талбот, англійський фізик, хімік, винахідник негативно-позитивного процесу у фотографії.
- 1879 — Ежен Віолле-ле-Дюк, французький архітектор-реставратор, мистецтвознавець і історик архітектури.
- 1936 — Анрі Луї Ле Шательє, французький фізик та хімік.
- 1940 — Панас Саксаганський, український актор і режисер, театральний діяч, засновник Народного театру в Києві; рідний брат Івана Карпенка-Карого, Миколи Садовського і Марії Садовської-Барілотті.
- 1948 — Фольке Бернадот, спецпредставник ООН у Палестині (вбитий єврейськими терористами в Єрусалимі).
- 1994
  -  — Вітас Ґерулайтіс, американський тенісист литовського походження.
  -  — Карл Поппер, британсько-австрійський філософ, логік і соціолог.
- 2000 — Георгій Гонгадзе, громадський діяч, український опозиційний журналіст грузинського походження, Герой України.
- 2001 — Давид Кіпіані, грузинський радянський футболіст, що грав на позиції півзахисника.
- 2008 — Ренат Польовий, український письменник, краєзнавець, політв'язень.
- 2011 — Курт Зандерлінг, німецький диригент.